# لويس لويتن
لويس لويتن (بالإنجليزية: Louis Luyten) ولد بتاريخ 19 مايو 1955 في بلجيكا، هو دراج بلجيكي سابق. وقد شارك في أربع دورات من طواف فرنسا للدراجات.

## روابط خارجية
- لويس لويتن على موقع أرشيف الدراجات (الإنجليزية)
- لويس لويتن على موقع إحصائيات الدراجات الإحترافية (الإنجليزية)